# Teller County
Teller County is een county in de Amerikaanse staat Colorado.
De county heeft een landoppervlakte van 1.443 km² en telt 20.555 inwoners (volkstelling 2000). De hoofdplaats is Cripple Creek.

## Bevolkingsontwikkeling

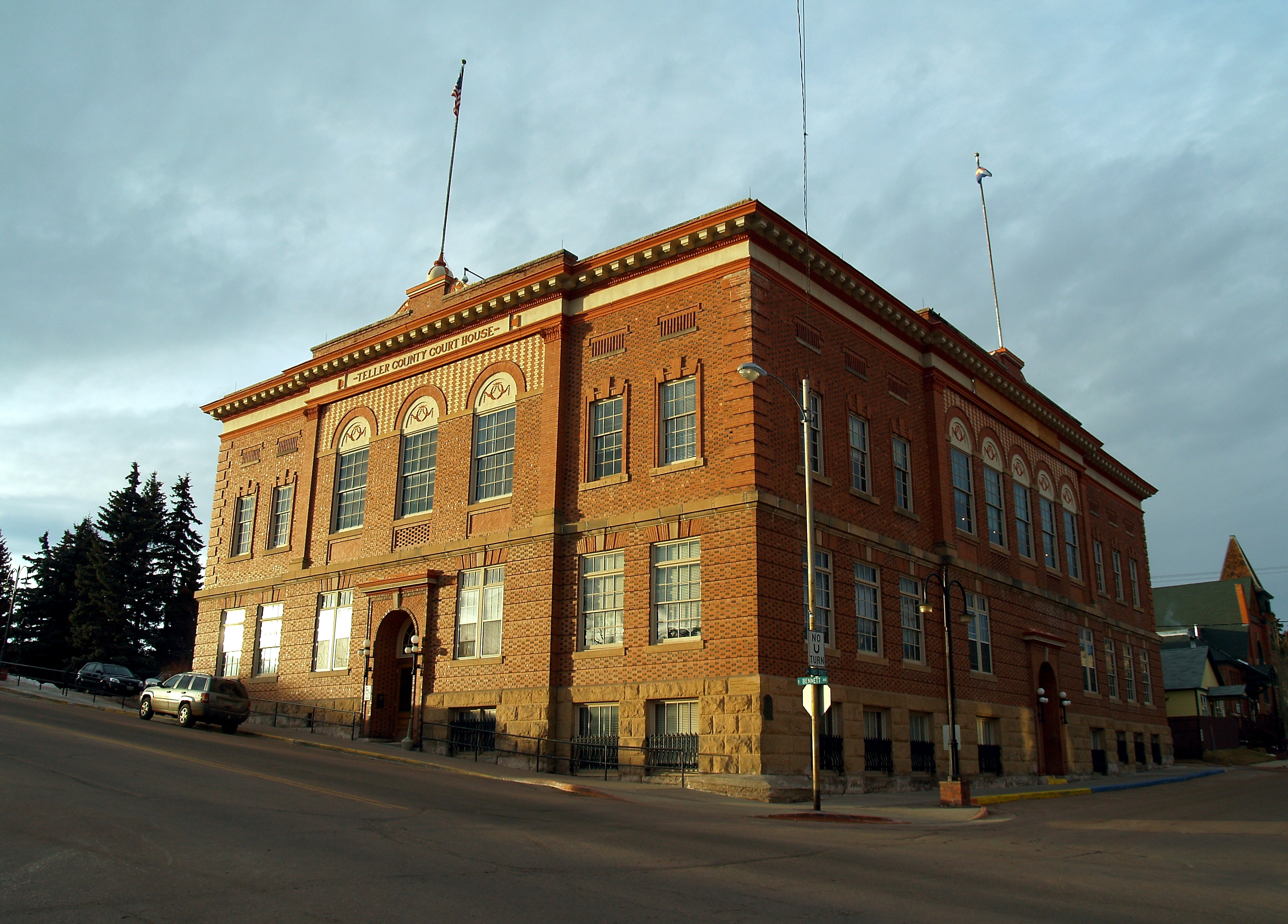
Teller County Courthouse